# Kryopigí (Árta)
Kryopigí, en grec moderne : Κρυοπηγή, est un village du dème des Tzoumerka-Centrales, district régional d'Árta, en Épire, Grèce.
Selon le recensement de 2011, la population du village compte 34 habitants.